# Робітничий рух у США
Робітничий рух у США організований асоціаціями по захисту та покращенню прав усіх працівників у США.

## Історія

### Ранній робітничий рух
В 1750 році близько половини населення північноамериканських колоній Великої Британії були найманими. Через зростаючу потребу у робочій силі, працівники мали порівняно хорошу зарплату і невеликий інтерес у створені робітничих організацій. Працівник у Новій Англії заробляв на той час у три рази більше, ніж його колега в Англії і навіть у шість разів більше, ніж працівник у Швеції чи Данії.
Подальша економічна криза і подальше зубожіння робітників призвели відповідно до виникнення профспілкового руху в США. Першим організованим виступом була зупинка роботи текстильної фабрики Семюеля Слейтера у 1824 році. У наступному році жіноча спілка: «Об'єднання кравців Нью-Йорка»  виступила з професійними вимогами до яких були додані політичні.
Успіху досягли ранні організації жінок, що були створені в Лоуеллі, штат Массачусетс. У 1845 році профспілка млинів Лоуелла направила своїх представників, щоб поговорити із законодавчими зборами Массачусетсу про умови на заводах, що призвели до перших урядових розслідувань умов праці. В страйках на млинах 1834 і 1836, які були в значній мірі невдалими, брали участь понад 2000 працівників.
Робітничі партії — які в основному діяли на місцевому ріні — досягли піку свого існування наприкінці 1820-х і початку 1830-х рр. Перша робітнича партія Америки була заснована влітку 1828 року у Філадельфії, звідки рух поширився на захід до Піттсбургу, Ланкастеру, Карлайлу, Гаррісбергу, Цинциннаті та інших міст в штатах Огайо і Пенсільванія. На півдні він проникли в Делавер і на півночі до Нью-Йорку, Ньюарку, Трентону, Олбані, Буффало, Сіракуз, Трої, Ютіки, Бостону, Провіденсу, Портленду і Берлінгтону. Всього у період з 1828 по 1834 роки виникли в робітничі партії в 61 містах. На виборах до міської ради Філадельфії в 1829 році представники місцевої Лейбористської партії обрали 20 депутатів, у Нью-Йорку робітнича партія добилася встановлення 10-годинного робочого дня для державних службовців. Робітничі партії розпалися, проте, на піку своєї популярності, в основному, через внутрішні чвари.
Як робоча сила на півдні США використовувалася рабська примусова праця. Робітникам було заборонено утворювати організації з метою спільних дій. 

## Робітничий рух після громадянської війни до початку 20-го століття

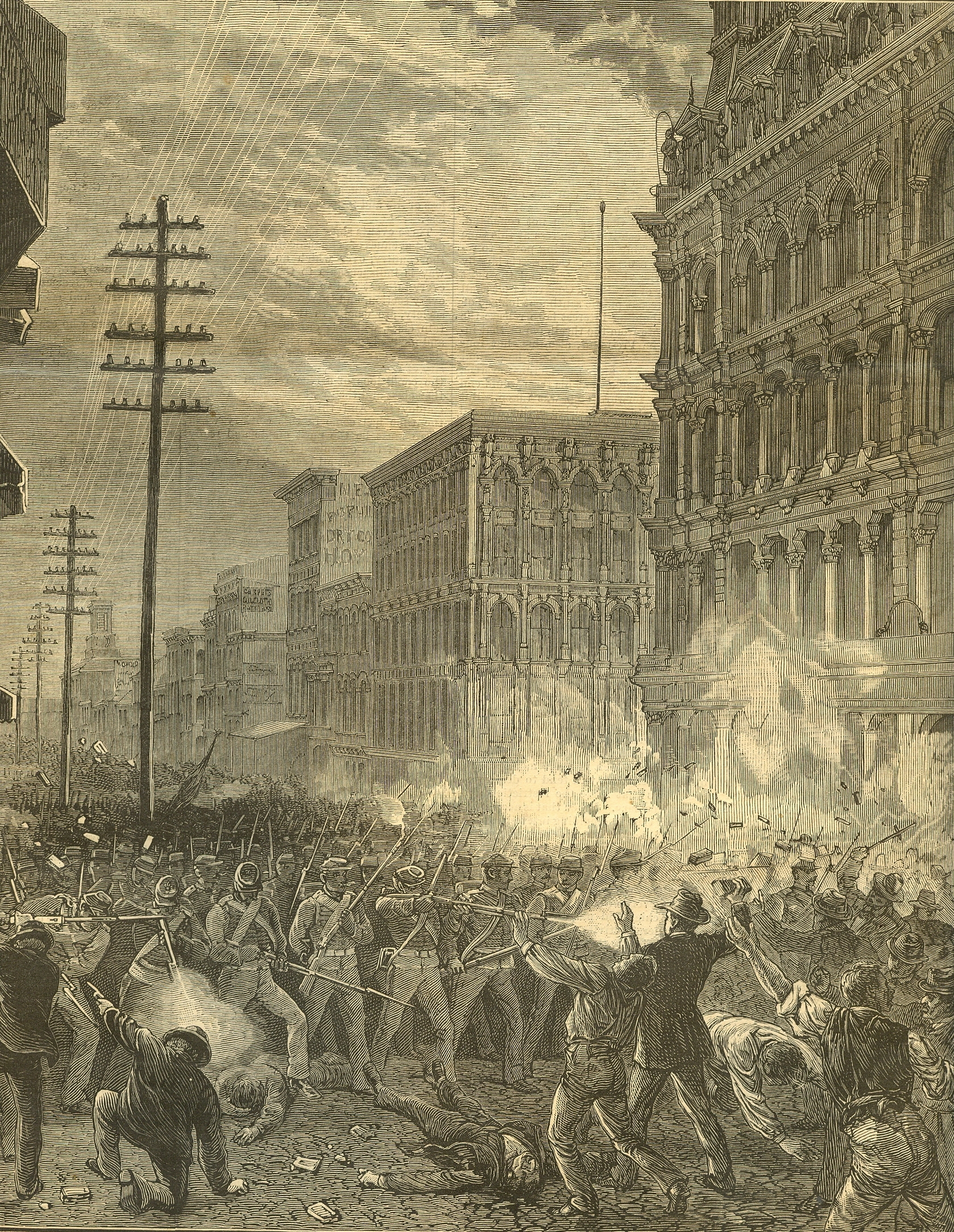
Зіткнення шахтарів з солдатами під час великого страйку залізничників 1877 в Балтіморі

Національна профспілка, що була заснована в 1866 році, була першою національною федерацією профспілок в Сполучених Штатах. Вона була розпущена у 1872 році. Одними з основних вимог її діяльності була боротьба за 8-годинний робочий день.
В умовах швидкого зростання і консолідації великих залізничних систем після 1870 року, почався розвиток профспілкових організацій залізничників, що охоплював всю країну. До 1901 року діяло 17 великих залізничних братств. Серед основних спілок було Братство паровозних машиністів (засноване 1863 року), орден залізничних кондукторів, Братство локомотивних пожежників, і братство залізничного провідників. Їхньою основною метою був розвиток страхових і медичних пакетів для своїх членів, і бюрократичні переговори щодо праці своїх членства, такі як умови праці і процедури розгляду скарг.
Перша ефективна профспілка, яка була більш організована і впливова ніж регіональні, була Лицарі праці, організована в 1869 році. Під керівництвом Теренса Паудерлі вони відстоювали різні цілі, іноді через політичні організації або кооперативні підприємства. Один із перших страйків на залізниці був одним із найуспішніших. У 1885 році, Лицарі праці привели залізничників до перемоги над Південно-Західною залізницею. На початку 1886 року, лицарі намагалися координувати 1400 страйків за участю понад 600000 осіб, що поширилися на більшій частині країни.
Лицарі праці зазнали нищівного удару в період після подій на площі Хеймаркет («Сінний ринок») 4 травня 1886 в Чикаго. Під час страйку, організованого на заводі Маккормік, команди політичних анархістів, які не були лицарями, намагалися використати у своїх інтересах підтримку лицарів серед страйкуючих робітників. Бомба вибухнула, коли поліція супроводжувала мирну акцію протесту, вбивши сімох поліцейських і поранивши багатьох інших. Лицарі праці понесли серйозні втрати в результаті помилкового звинувачення у сприянні анархічному насильству.

### Американська федерація праці
Федерація професійних і робітничих спілок була заснована в 1881 році під керівництвом Семюеля Гомперса. Як і Національна профспілка, це була федерація різних профспілок. Її початковою метою було заохочення формування профспілок і отримання таких прав, як заборона дитячої праці, загальнонаціональний 8-годинний робочий день, і виключення контрактів із іноземними працівниками. Семюель Гомперс, один із засновників профспілки виробників сигар, був обраний головою її організаційного комітету і членом її законодавчого комітету.
АФП об'єднувала в основному кваліфікованих робітників; некваліфіковані робітники, афро-американці, а також жінки, як правило були виключені. АФП бачила жінок як загрозу робочим місцям чоловіків, так як вони часто працювали за меншу плату. 

### Західна федерація гірників
Західна федерація гірників (ЗФГ) була створена в 1893 році. Часто конкуруючи з Американською федерацією праці, ЗФГ брала участь у створенні кількох нових федерацій, в тому числі західних профспілок, американських профспілок, і Індустріальних робітників світу.
У 1916 році ЗФГ стала Міжнародною профспілкою робітників рудників, фабрик, і заводів, яка кінцевому рахунку поглинулася профспілкою сталеливарників Америки.

### Пульманівський страйк
Під час основної економічної депресії початку 1890-х років, Пульманівська вагонобудівна компанія скоротила заробітну плату на своїх заводах. Незадоволені робітники приєдналися до американської профспілки залізничників (АПЗ), на чолі з Юджином Дебсом, які підтримували свій страйк, почавши бойкот всіх пульманівських вагонів на всіх залізницях. Члени АПЗ членів по всій країні відмовилися, щоб використовувати пульманівські вагони на потягах. АПЗ розпочала страйк 26 червня 1894. Протягом чотирьох днів, 125000 робітників на двадцять дев'яти залізницях кинула роботу, а не обслуговувала пульмановські вагони.
Страйк був розігнаний службою маршалів США і близько 2000 військовослужбовців армії Сполучених Штатів під командуванням Нельсона Майлза, які були послані президентом Гровером Клівлендом на тій підставі, що страйки заважали доставки пошти США. У ході страйку, 13 страйкарів були вбиті і 57 отримали поранення. Матеріальний збиток під час страйку оцінюється у  сумі $340000. Дебс відправився до в'язниці на шість місяців за порушення федерального рішення суду, і АПЗ розпалася.

## Робітничий рух у 1900-1920
З 1890 по 1914 рік заробітна плата членів профспілок в обробній промисловості зросла з $ 17,63 на тиждень до $ 21,37, а середня робочий тиждень скоротився з 54,4 до 48,8 годин на тиждень. Оплата усіх фабричних робітників була $ 11,94 і $ 15,84 оскільки членами профспілок були лише кваліфікованіші робітники заводів.
Об'єднана профспілка гірників організувала страйк на бітумних шахтах, на Середньому Заході в 1900 році, але їхній страйк на шахтах з видобутку кам'яного вугілля (антрациту) у Пенсильванії перетворився на національну політичну кризу в 1902 році. За посередництва президент Теодора Рузвельта було досягнуто компромісне рішення, за яким зберігався обсяг видобутку вугілля, підвищення заробітної плати і скорочення робочого дня, але виключалося визнання профспілок як посередників.
Жіноча ліга профспілок була заснована 1903 на з'їзді АФП у Бостоні і була слабо пов'язана з АФП. До її складу увійшли як робітниці так і представниці середнього класу реформаторів. Ліга надала фінансову допомогу, моральну підтримку і навчання навичкам праці та соціальній підтримці жінок «синіх-комірців». Найбільша активність організації припала на 1907-1922, коли під керівництвом Маргарет Дрейер Робінс були оприлюднені цілі ліги і лобіювалась мінімальна заробітна плата та обмеження робочого часу і дитячої праці.

### Індустріальні робітники світу
Індустріальні робітники світу (ІРС), члени якого стали відомі як «Воббліс» (англ. Wobblies), була заснована в 1905 році групою приблизно з 30 радикальних робітників. Серед найвидніших лідерів був Вільям «Великий Білл» Хейвуд. ІРС були організовані за галузевим, а не цеховим принципом, хоча вони пішли ще далі, маючи на меті «один великий союз» та скасування системи оплати праці. Багато хто, хоча, ймовірно, не всі, «Воббліс» сприяли анархо-синдикалізму. Велика частина організацій ІРС знаходилася на Заході, і більшість її перших членів були шахтарі, лісоруби, працівники консервних заводів, і портові робітники. У 1912 році ІРС був організований страйк, у якому узяло участь більше двадцяти тисяч працівників текстильної промисловості.

### Братство залізничників
Великий страйк залізничників розпочався 1 липня 1922. Безпосередньою причиною страйку було оголошення про скорочення на сім центів погодинної заробітної плати з 1 липня, що спонукало працівників оголосити страйк.

### Перша світова війна
Під час першої світової війни Гомперс і АФП були прихильниками війни. Вони звели до мінімуму страйки тоді, як зросла заробітна плата і була досягнута майже повна зайнятість. АФП настійно рекомендувала вступати своїм молодим членам на військову службу, і виступає категорично проти антивоєнних спроб зі скорочення найму і зменшення військового виробництва ІРС і лівих соціалістів. Президент Вільсон призначив Гомперс до впливової Ради національної оборони, де він створив воєнний комітет із праці. Чисельність АФП досягла 2,4 мільйонів членів у 1917 році. 

### Страйк вугільників у 1919

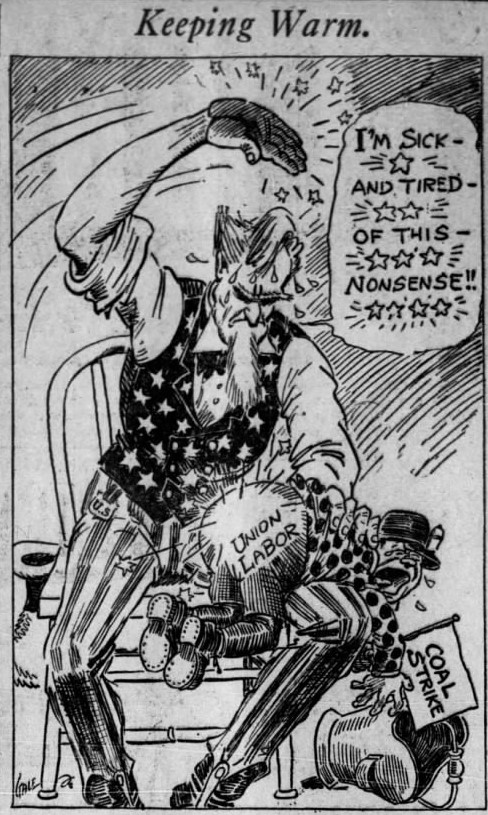
«Зігрітися»
«Лос-Анджелес таймс»
22 листопада 1919

Об'єднана профспілка гірників під керівництвом Джона Л. Льюїса оголосила страйк 1 листопада 1919 року. Профспілка погодилася з угодою про заробітну плату на період до закінчення Першої світової війни, і тепер прагнула контролювати прибутки деяких галузей воєнного часу. Генеральний прокурор А. Мітчелл Палмер, посилаючись на закон воєнного часу про контроль над продовольством та паливом, розцінив це як злочинне втручання у виробництво або транспортування предметів першої необхідності. Закон, призначений для попередження спекуляції, ніколи ще не був використаний проти профспілок. Впевнений у політичній і суспільній підтримці, Палмер видав заборону 31 жовтня і 400000 працівників вугільної галузі застрайкували на наступний день.
Гомперс як глава АФП спочатку намагався бути посередником між Палмером і Льюїсом. Вугільні оператори звинуватили страйкарів у тому, що Ленін і Троцький підготували і фінансували страйк і були його, і деякі засоби масової інформації підтримували це. Інші використовували такі слова, як «повстання» і «більшовицька революція». Зрештою Льюїсу, були пред'явлені кримінальні звинувачення і через пропагандистську кампанію він зняв свій заклик до страйку, хоча багато страйкарі проігнорували його дії. Коли страйк затягнувся до трьох тижнів, поставки вугілля значно скоротилися і громадська думка була викликом для страйкарів сильнішим, ніж дії уряду. Остаточної угоди було досягнуто 10 грудня. 

## Робітничий рух у 1920-1929
1920-ті роки відзначені періодом занепаду робітничого руху. У 1919 році більш ніж 4 мільйони осіб (або 21 відсотків робочої сили) взяли участь у близько 3600 страйках. У 1929 році всього 289000 осіб (або 1,2 відсотка робочої сили) взяли участь у 900 страйках. Кількість членів профспілок і їхня діяльність різко скоротилася в умовах економічного процвітання, відсутність лідерства в русі, і антипрофспілкових настроїв роботодавців і уряду.
Роботодавці по всій країні проводили успішну кампанію проти профспілок, відому як «американський план», який прагнув зобразити спілки, як «чужинців», що суперечать індивідуалістичному духу нації. Крім того, деякі роботодавці, як Національна асоціація промисловців, використовували тактику Червоної загрози, щоб дискредитувати профспілки, пов'язавши їх з комуністичною діяльністю.
Американські суди були менш сприйнятливими до профспілкової діяльності протягом 1920-х років, ніж у минулому. У цьому десятилітті, корпорації використовували у два рази більше приписів суд проти страйків, ніж будь-який інший аналогічний період.

## Робітничий рух у 1929-1955
Хоча робочий рух впав до кінця 1920-х, Велика депресія в кінцевому підсумку повернули його до життя.

### Велика депресія і робітничий рух
Фондовий ринок звалився в жовтні 1929 року і привів до Великої Депресії. До зими 1932—1933 років, економіка була настільки нетривкою, що рівень безробіття зріс до 25 відсотків. Профспілки втрачали членів протягом цього часу, тому що робітники не могли дозволити собі виплачувати свої внески.
Хоча профспілки  ще не діяли, міста по всій країні стали свідками місцевих і спонтанних маршів розчарованих шукачів допомоги. У березні 1930 року, сотні тисяч безробітних пройшли по вулицях Нью-Йорка, Детройта, Вашингтона, Сан-Франциско та інших містах в масові акції протесту, організований Радою безробітних комуністичної партії. У 1931 році понад 400 протестів вибухнули у Чикаго, і їхня кількість зросла до 550 в 1932 році. Лідерство в їх організації часто було з боку радикальних груп, як комуністи і соціалісти.
Президент Франклін Д. Рузвельт вступив на посаду 4 березня 1933 року, і відразу ж приступив до реалізації програми зі скорочення масштабів економічної кризи. У червні, він прийняв національний акт відновлення промисловості, який дав працівників право на організацію у профспілки. Хоча він містить й інші положення такі, як мінімальна заробітна плата та максимальна кількість годин у робочому тижні, його найзначніше положення: «Працівники повинні мати право на організацію і ведення колективних переговорів через представника за своїм вибором, і повинні бути вільні від втручання, стримування, чи примусу роботодавців».

### Джон Л. Льюіс і КВП
Джон Луеллін Льюїс (1880-1969) був самодержавним президент Об'єднаного союзу гірників Америки (ОСГ) з 1920 по 1960 рік, і організатором у створенні Конгресу виробничих профспілок (КВП). Використовуючи організацію ОСГ КВП створив Об'єднання сталеварів Америки (ОСА) та організував мільйони інших промислових робітників у 1930 році. Потужний оратор і стратег, Льюїс, не вагаючись, закрив виробництво вугілля — основне національне джерело енергії і тепла — для досягнення своїх цілей.
Льюїс грав провідну роль в переговорах, які привели до успішного завершення сидячого страйку у Флінті проведеного Об'єднаною профспілкою автобудівників у 1936-1937.

### Підйом у Другій світовій війні
Військова мобілізація значно збільшила кількість членів профспілок, з 8,7 мільйонів в 1940 до більш 14,3 мільйона у 1945 році, що становило близько 36% робочої сили. Вперше була включена значна кількість фабрично-заводських робітників-жінок. АФП і КВП підтримали Рузвельта в 1940 і 1944, віддашви більше ніж 75% своїх голосів, мільйони доларів, десятки тисяч дільничних працівників. Однак, Льюїс виступив проти зовнішньої політики Рузвельта у 1940 році. Усі профспілки рішуче підтримали війни зусилля після червня 1941 року (коли Німеччина напала на Радянський Союз).

### Закон Тафта-Хартлі
Із закінченням війни в серпні 1945 року прийшла хвиля великі страйки, в основному на чолі з КВП. У листопаді Об'єднана профспілка автобудівників направила свої 180000 робочих пікетів до GM, до них приєдналися в січні 1946 року півмільйона металургів, а також понад 200 тисяч робітників електричної галузі і 150 тисяч робітників консервних заводів.
Закон Тафта-Хартлі в 1947 році переглянув закон Вагнера, зокрема обмеження на профспілки, а також управління. Це була відповідь на вимоги громадськості на такі події після військового часу, як страйки вугільників і післявоєнних страйків в сталеварній, автомобільній і інших галузях промисловості, які сприймалися як збиткові для економіки, не кажучи вже погрози страйку залізничників у 1946 році, які могли привести до краху національної економіки. 
Закон, офіційно відомий як Акт про врегулювання трудових відносин, був поданий сенатором Робертом Тафтом і членом палати представників Фредом Хартлі.
Через жорстку боротьбу профспілок, президент Гаррі С. Трумен наклав вето, яке Конгрес подолав 23 червня 1947. Повторне об'єднання зусиль зі скасування або зміну закону не призвело до успіху.

## Робітничий рух з 1955 року

### Профспілки під правління Рейгана
Більшість профспілок були у жорсткій опозиції до Рейгана під час президентських виборів 1980.